# International Desk
International Desk (también conocido como I-Desk) es un programa de noticias de CNN Internacional. El programa de ritmo rápido ofrece un resumen de los acontecimientos del día. El programa se emite dos veces al día de lunes a viernes, con el 10:00 (tiempo del este)/16:00 (hora central europea) presentado por Michael Holmes y el 13:00 (tiempo del este)/19:00 (hora central europea) presentado por Hala Gorani. I-Desk se emite desde el CNN Center en Atlanta, y los estudios de CNN en Washington D. C. La edición de fin de semana está presentado por Jonathan Mann.
El programa fue lanzado en 2009 como parte de una lista de la nueva programación de horario estelar en Europa. Gorani fue inicialmente la única presentadora cuando I-Desk se estrenó el 9 de febrero de 2009, cuando se transmitía una sola vez al día. Isha Sesay más tarde se unió el 20 de abril de 2009 para acoger la priema edición, mientras Gorani acogía un segundo bloque dos horas después. Sesay intercambió papeles con Holmes en septiembre de 2011, asumiendo el cargo de presentador de BackStory, mientras que Holmes se hizo cargo en I-Desk.